# Estigmene imbuta
Alphaea imbuta là một loài bướm đêm thuộc phân họ Arctiinae, họ Erebidae.